# Гідатогенезис
Гідатогенезис (англ. hydatogenesis) — кристалізація мінералів у певних породах водою, присутньою у магмі, особливо: процес утворення мінералів з водних розчинів. Зокрема, кристалізація солі або гіпсу з водних розчинів.
Близькі поняття: кристалізація, осадження.